# Ексохи (дем Пилеа-Хортач)
Вижте пояснителната страница за други значения на Ексохи.
Ексохи (на гръцки: Εξοχή, стари имена Σανατόριον и Φθισιατρείον) е село в Гърция, част от дем Пилеа-Хортач, Егейска Македония.

## География
Ексохи е разположено източно от Солун, в западното подножие на планината Хортач (Хортиатис), на 4 километра югоизточно от Пейзаново (Асвестохори) под Свети Илия (Профитис Илияс). Има 1511 жители (2001).

## Личности
Починали в Ексохи
- Петър Великов Токаджиев (1921 – 1944), български военен деец, подпоручик, загинал през Втората световна война[3]